# Mataeocephalus cristatus
Mataeocephalus cristatus är en fiskart som beskrevs av Sazonov, Shcherbachev och Akitoshi Iwamoto 2003. Mataeocephalus cristatus ingår i släktet Mataeocephalus och familjen skolästfiskar. Inga underarter finns listade i Catalogue of Life.